# Parastenocaris staheli
Parastenocaris staheli is een eenoogkreeftjessoort uit de familie van de Parastenocarididae. De wetenschappelijke naam van de soort is voor het eerst geldig gepubliceerd in 1916 door Menzel.